# 奈良ムースクラブ
奈良ムースクラブ（ならムースクラブ）は、奈良市を本拠地とするラグビーユニオンチーム。

## 歴史
1954年に県を代表するラグビークラブとして奈良クラブを結成。関西リーグでも活躍したが、ワールド（神戸市）と入れ替えでBリーグに降格、その後も下位リーグへ降格を続けた。昭和40年代中頃からは天理高校第二部のOBがメンバーの中心となり、メンバーの入れ替えがあった。
現在では奈良県民でさえ存在を知っている者は少ない。
1981年には奈良国体へ向けて県代表チームを再結成する事になり、奈良クラブの名称を県に返還し奈良ムースクラブに改名。